# Эрб, Вильгельм
Вильгельм Эрб (нем. Wilhelm Heinrich Erb; 30 ноября 1840, Винвайлер — 29 октября 1921, Гейдельберг) — немецкий невропатолог, профессор и руководитель неврологической клиники Гейдельбергского университета. Внёс существенный вклад в развитие современной неврологии.

## Биография
По окончании университета в 1861 году становится ассистентом профессора Гейдельбергского университета Николауса Фридрейха. Под его руководством пишет диссертацию по теме «Физиологические и терапевтические свойства тринитрофенола». В 1869 году получает звание доцента.
С 1880 года Эрб переезжает в Лейпциг, где занимает должность профессора кафедры специальной патологии и терапии. В то время Лейпциг был одним из мировых центров развития неврологии. В частности там работали Адольф фон Штрюмпель, Юлий Конхайм, Карл Вайгерт, Пауль Флексиг, Пауль Мёбиус и Вильгельм Гис. В Лейпциге Эрб отстаивал идею создания отдельной неврологической клиники. В связи с нежеланием саксонских властей выполнить пожелания учёного, он возвращается в Гейдельберг, где и проработал до своего ухода на пенсию в 1907 году.
Основал немецкое общество неврологов став его первым руководителем.

## Научная деятельность
Научная деятельность Вильгельма Эрба связана с изучением электрофизиологии периферического паралича, спинной сухотки, мышечных атрофий, заболеваний спинного мозга.
Также В. Эрб вписал своё имя в раннюю историю развития психоанализа. Его работа «Про повышенную нервозность нашего времени» (нем. Über die wachsende Nervosität unserer Zeit) цитируется З. Фрейдом.
Именем Эрба названы:
- Точка Эрба (в русскоязычной литературе точка Боткина—Эрба) — слева от грудины в месте прикрепления III—IV рёбер выслушивается шум с аортального клапана[7]
- Паралич Дюшенна—Эрба[англ.] — возникает при поражении верхнего первичного ствола плечевого сплетения[8]
- Точка Эрба — точка на 2—3 см выше ключицы спереди от поперечного отростка VI шейного позвонка. Давление на данную область вызывает симптомы паралича Дюшенна—Эрба, а её электростимуляция вызывает сокращения мышц плеча[9]
- Прогрессирующая мышечная дистрофия Эрба—Рота — наследственное заболевание. Одна из первичных мышечных дистрофий[10]
- Симптомы Эрба[11]:

1. утрата коленных рефлексов на начальных этапах спинной сухотки 

2. при болезненном раздражении кожи не наблюдается расширения зрачков — симптом спинной сухотки 

3. повышение электрической возбудимости двигательных нервов — симптом тетании 

- Синдром Эрба-Гольдфлема — устаревшее название миастении[12]

### Основные научные работы
- О патологической анатомии периферического паралича (нем. Zur Pathologie und pathologische Anatomie peripherischer Paralysen), 1867/1868
- О применении электричества в лечении внутренних болезней (нем. Über die Anwendung der Electricität in der inneren Medizin), Лейпциг 1872
- Справочник заболеваний нервной системы (нем. Handbuch der Krankheiten des Nervensystems), Лейпциг 1874 (Первое издание)
- Spastische Spinalparalyse, 1875
- Справочник заболеваний нервной системы. I. Заболевания спинного мозга (нем. Handbuch der Krankheiten des Nervensystems I. Die Krankheiten des Rückenmarks und verlängerten Marks), Лейпциг 1876/78
- Справочник заболеваний нервной системы. II. Заболевания периферических нервов (нем. Handbuch der Krankheiten des Nervensystems II. Die Krankheiten der peripheren-cerebrospinalen Nerven), Лейпциг 1876/78
- Справочник по электротерапии (нем. Handbuch der Elektrotherapie), Лейпциг 1882
- Про повышенную нервозность нашего времени" (нем. Über die wachsende Nervosität unserer Zeit)